# نورمن بودل
نورمن بودل (انگلیسی: Norman Bodell؛ زادهٔ ۲۹ ژانویهٔ ۱۹۳۸ – درگذشتهٔ ۱۲ دسامبر ۲۰۲۴) بازیکن فوتبال اهل بریتانیا بود.
از جمله باشگاه‌هایی که وی در آنها بازی کرده‌است، می‌توان به باشگاه فوتبال روچدیل، باشگاه فوتبال کرو آلکساندرا و باشگاه فوتبال آلترینچام اشاره کرد.
نورمن بودل، در تاریخ ۱۲ دسامبر ۲۰۲۴، در سن ۸۶ سالگی درگذشت.